# Babni Vrt
Babni Vrt este o localitate din comuna Kranj, Slovenia, cu o populație de 58 de locuitori.